# Cronologia della storia ebraica
Questa è una cronologia della storia ebraica, dell'ebraismo e degli ebrei. Tutte le date sono stabilite in base all'era volgare, non secondo il calendario ebraico.
Per voci specifiche relative alla storia degli ebrei, indicativamente si vedano le voci correlate.

## Periodo biblico

Schema dell'"ipotesi documentale" o "teoria delle quattro fonti".
'J': tradizione jahvista
'È: tradizione Elohista
'D': tradizione Deuteronomista
'P': tradizione Codice Sacerdotale
'R': "Redattore" che ha compilato le fonti
- include la maggior parte del Levitico
† include la maggior parte del Deuteronomio
‡ "Deuteronomic History (Storia deuteronomica)": Giosuè, Giudici, Samuele 1&2, Re 1&2

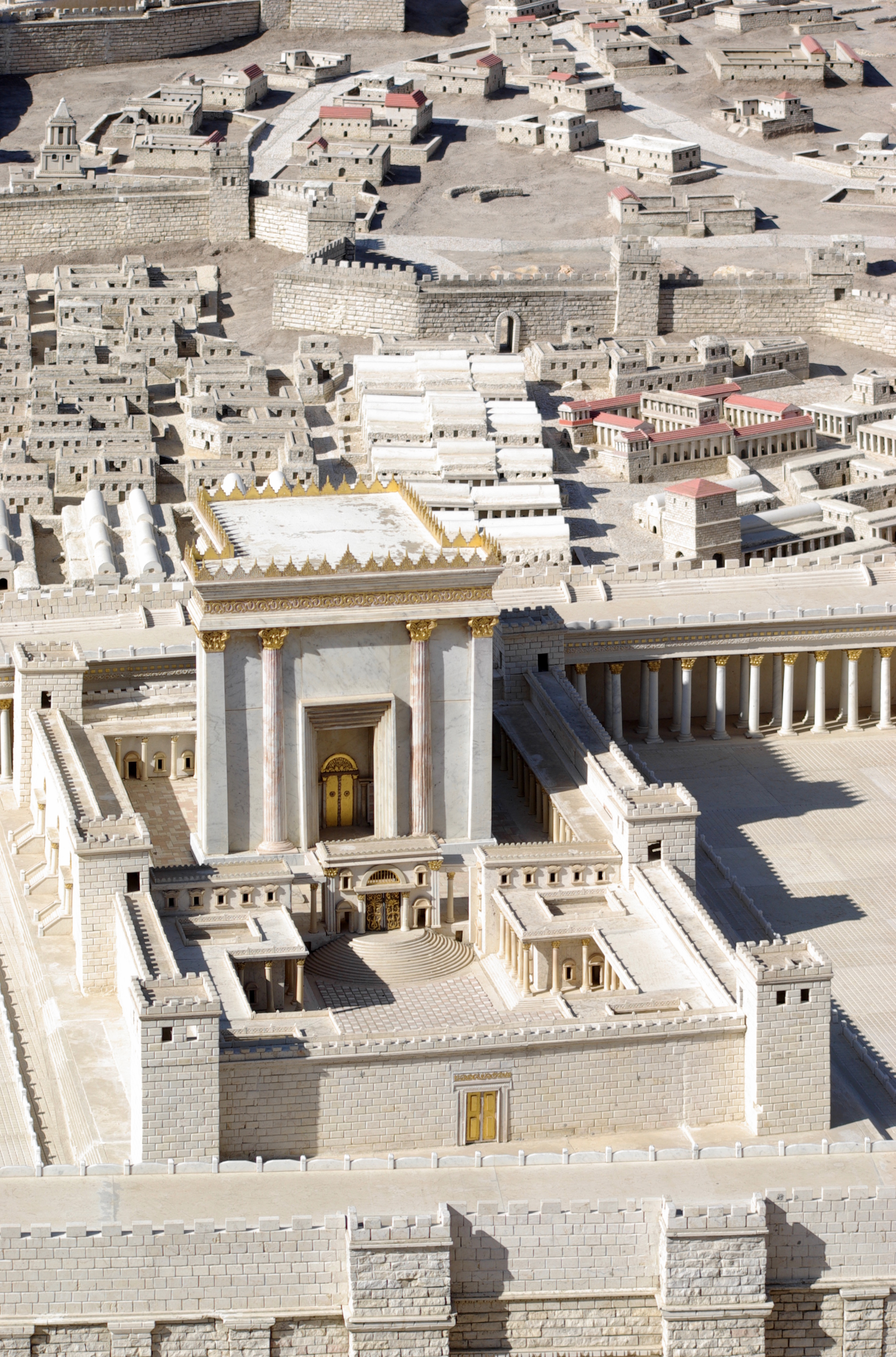
Modello del Secondo Tempio di Gerusalemme

c1220Esodo dall'Egitto (Mosè)
c. 1150 a.C.–c. 1025 a.C.Giudici biblici guide del popolo
c. 1025 a.C.–c. 1007 a.C.re Saul
c. 1010 a.C.–c. 970 a.C.re David
c. 1001 a.C.–c. 931 a.C.re Salomone
c. 960 a.C.completato il Tempio di Salomone a Gerusalemme
c. 931 a.C.divisione tra Regno di Israele (Samaria) e Regno di Giuda
c. 931 a.C.–c. 913 a.C.re Roboamo di Giuda
c. 931 a.C.–c. 910 a.C.re Geroboamo di Israele
c. 900 a.C.secondo l'ipotesi documentale, viene scritta la Fonte J (Jahvista) della Torah
840 a.C.l'iscrizione di Mesha descrive la vittoria moabita contro un figlio di Re Omri d'Israele.
c. 800 a.C.secondo l'ipotesi documentale, viene scritta la Fonte E (Elohista) della Torah
c. 740 a.C.–c. 700 a.C.profezie di Isaia
c. 740 a.C.–c. 722 a.C.Regno di Israele cade sotto il dominio del Nuovo Impero assiro
c. 725 a.C.–c. 650 a.C.rotoli di Ketef Hinnom (Gerusalemme) contenenti il testo della benedizione sacerdotale
c. 715 a.C.–c. 687 a.C.re Ezechia di Giuda
c. 690 a.C.secondo l'ipotesi documentale, viene scritta la Fonte P (Codice Sacerdotale) della Torah
c. 649 a.C.–c. 609 a.C.re Giosia di Giuda istituisce importanti riforme.
c. 620 a.C.secondo l'ipotesi documentale, viene scritta la Fonte D (Deuteronomista) della Torah. Sono scritti anche Giosuè, Giudici, Samuele 1&2, Re 1&2, presumibilmente dagli stessi autori.
597 a.C.prima deportazione a Babilonia
586 a.C.Gerusalemme conquistata da Nabucodonosor II e distruzione del Tempio di Salomone
539 a.C.gli ebrei possono ritornare a Gerusalemme, col permesso di Ciro II di Persia
520 a.C.profezie di Zaccaria
516 a.C.Secondo Tempio di Gerusalemme consacrato
c. 475 a.C.spesso associata con Serse I di Persia, la Regina Ester scopre la sua identità al re e lo implora di aiutare il suo popolo, rivelandogli il complotto di Aman contro gli ebrei.
c. 460 a.C.vedendo il dilagare dell'anarcha in Giudea, il successore di Serse Artaserse I di Persia invia Esdra a ristabilire l'ordine.
c. 450 a.C.l'ipotesi documentale asserisce che i cinque libri furono creati combinando le quattro fonti originalmente indipendenti
* Data sconosciuta: tradizionalmente, la schiavitù in Egitto viene fatta risalire agli anni ebraici 2332-2448 . Tale data sarebbe equiparabile al 1428 a.C. fino al 1312 a.C. 1 Re 6:1 afferma che l'Esodo avvenne 480 anni prima della costruzione del Tempio di Salomone.

## Storia postbiblica
1-Zugot
2-Tannaim
3-Amoraim
4-Savoraim
5-Gaonim
6-Rishonim
7-Acharonim
332 a.C.Alessandro Magno conquista la Fenicia e Gaza, probabilmente tralasciando la Giudea senza entrare la zona collinare dominata dagli ebrei e dirigendosi verso l'Egitto.
200 a.C.-100 d.C.ad un certo punto durante questa era il Tanakh (Bibbia ebraica) viene canonizato. Le opere religiose ebraiche che furono scritte dopo il periodo di Esdra non sono state canonizzate, sebbene molte divennero popolari tra i vari gruppi di ebrei. Quelle opere che furono incluse nella traduzione greca della Bibbia (il Septuaginta) divennero note come "Libri deuterocanonici".
167–161 a.C.rivolta dei Maccabei (Asmonei) contro l'impero ellenistico dei Seleucidi, condotta da Giuda Maccabeo, conclusasi con la vittoria e instaurazione della festa di Hanukkah.
157–129 a.C.la dinastia Asmonea stabilisce il suo dominio come Casa Reale della Giudea, durante la nuova guerra contro l'Impero seleucida.
63 a.C.Pompeo Magno assedia ed entra nel Tempio, la Giudea diventa un regno vassallo di Roma.
40 a.C.–4 a.C.Erode il Grande, nominato re dei Giudei dal Senato romano.

### I secolo d.C.
6 d.C.viene creata la provincia della Giudea romana unendo insieme Giudea, Samaria e Idumea.
10 d.C.muore Hillel il Vecchio, considerato il massimo saggio della Torah, la scuola di Shammai prende il sopravvento fino al 30 (cfr. anche Shammai ed Hillel).
30 d.C.Elena di Adiabene, che era un regno della Mesopotamia vassallo dei Parti, si converte alla religione israelita. Un notevole numero della popolazione la segue, fornendo inoltre un certo supporto durante le guerre giudaiche. Nei secoli successivi la comunità si converte quasi interamente al cristianesimo.
30–70 d.C.scisma all'interno dell'ebraismo durante l'era del Secondo Tempio. Un gruppo di ebrei fonda il cristianesimo (cfr. anche Origini del cristianesimo).

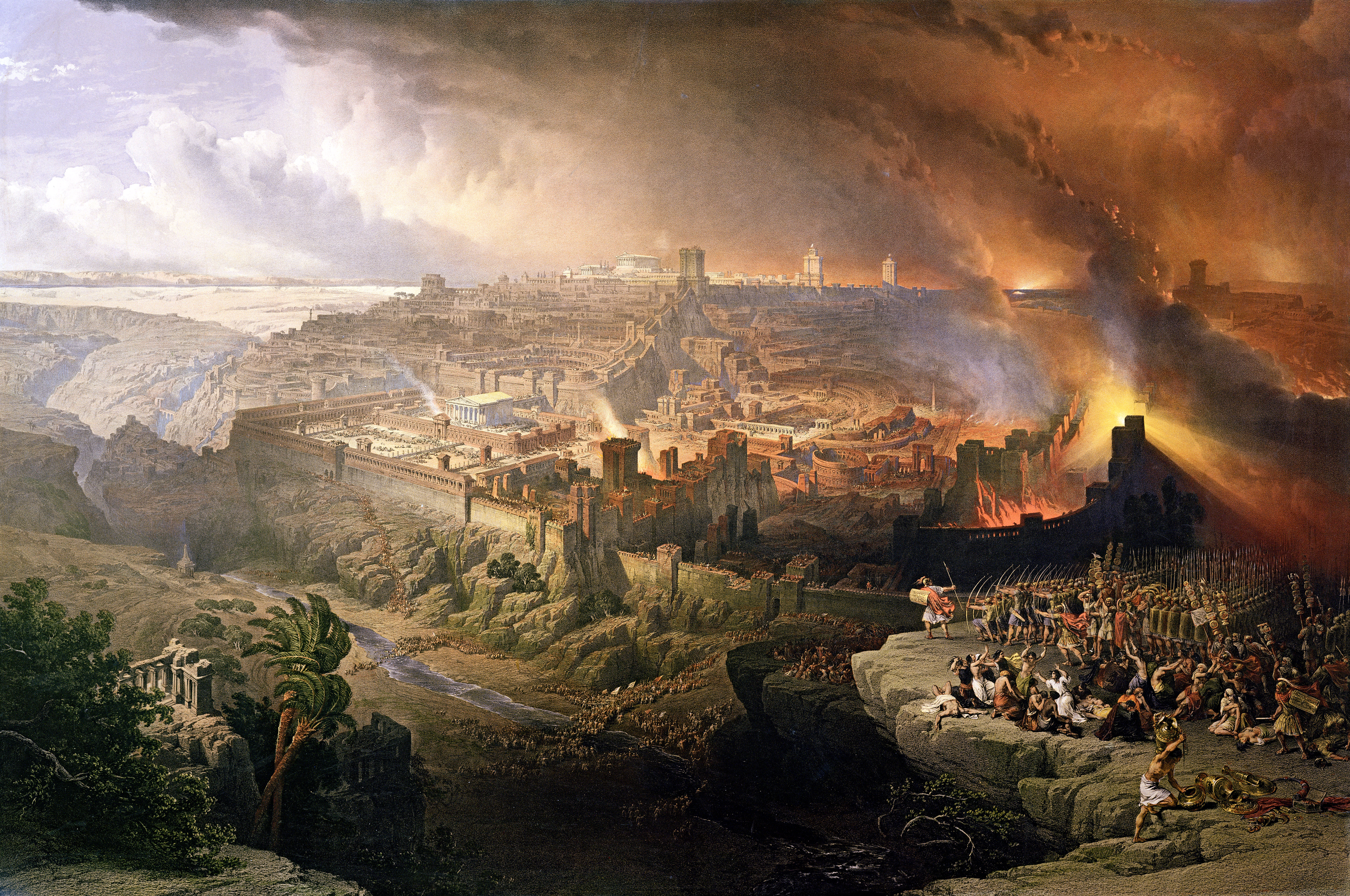
Assedio e distruzione di Gerusalemme da parte dei romani (dipinto di David Roberts, 1850)

66–70prima guerra giudaica contro l'occupazione romana, conclusasi con la distruzione del Secondo Tempio e la caduta di Gerusalemme. 1 100 000 di persone vengono uccise dai Romani durante l'assedio e 97 000 catturate e portate in cattività come schiavi. Il Sinedrio viene trasferito a Yavne da Jochanan Ben Zakkai (cfr. anche Concilio di Jamnia). Il Fiscus iudaicus viene imposto su tutti gli ebrei dell'Impero romano, che abbiano o meno partecipato alla rivolta.
70–200Periodo dei Tannaim, rabbini che organizzano e elucidano la Legge Orale ebraica. Le decisioni dei saggi Tannaim sono contenute nella Mishnah, nella Beraita e Tosefta, e varie compilazioni in Midrashim.
73Eventi conclusivi della Grande rivolta giudaica - caduta di Masada. Il cristianesimo si stacca dal giudaismo, diventando una religione distinta.

### II secolo
115–117seconda guerra giudaica o guerra di Kitos (rivolta contro Traiano) - una seconda guerra giudaico-romana inizia nelle grandi comunità di Cipro, Cirene (nella Libia moderna), Aegipta (Egitto moderno) e Mesopotamia (Siria e Iraq moderni). Provoca l'uccisione di centinaia di ebrei, greci e romani, finendo con la sconfitta totale dei ribelli ebrei e lo sterminio degli ebrei di Cipro e Cirene ordinato dal nuovo imperatore Adriano.
131–136tra le altre provocazione, l'imperatore romano Adriano rinomina Gerusalemme "Aelia Capitolina" e proibisce la circoncisione. Simon Bar Kokheba (Bar Kochba) capeggia una vasta rivolta ebraica contro Roma come reazione contro le azioni di Adriano. In seguito, la maggior parte della popolazione ebraica è annientata (circa 580 000 morti) e Adriano rinomina la provincia di Giudea "Syria Palaestina" e tenta di sradicare l'ebraismo.
136Rabbi Akiva viene martirizzato.
138dopo la morte dell'imperatore Adriano la persecuzione degli ebrei nell'Impero romano diminuisce e questi hanno il permesso di visitare Gerusalemme durante la festività di Tisha b'Av. Nei secoli successivi il centro derll'Ebraismo si sposta in Galilea.

### III secolo
200la Mishnah, standardizzazione della legge orale ebraica come è nota correntemente, viene redatta da Yehudah HaNasi nella terra d'Israele.
220–500periodo degli Amoraim, i rabbini del Talmud.

### IV secolo
315–337l'imperatore romano Costantino I promulga nuove leggi restrittive. La conversione dei cristiani all'ebraismo è proibita, congregazioni per funzioni religiose sono ridotte, ma agli ebrei viene comunque permesso di visitare Gerusalemme per l'anniversario della distruzione del Tempio.
351-352viene domata la rivolta ebraica contro Costanzo Gallo.
358a causa dell'aumentato pericolo di persecuzione romana, Hillel II crea un calendario matematico per calcolare i mesi ebraici. Dopo l'adozione di tale calendario, il Sinedrio di Tiberiade viene sciolto.
361–363l'ultimo imperatore romano pagano, Flavio Claudio Giuliano, permette agli ebrei di ritornare alla "Gerusalemme Santa che avete per molti anni desiderato ricostruire" e di erigere nuovamente il Secondo Tempio. Poco dopo l'imperatore viene assassinato ed il progetto scartato.
363terremoto della Galilea del 363.
379in India, il re hindu Sira Primal, noto anche come Iru Brahman, emette un editto inciso su una tavoletta di ottone che permette agli ebrei di vivere liberamente, costruire sinagoghe, avere proprietà senza condizioni e finché mondo e luna esisteranno.

### V secolo
438l'imperatrice Licinia Eudossia abolisce la proibizione agli ebrei di pregare nel luogo del Tempio ed i capi della Comunità di Galilea danno l'annuncio al "grande e potente popolo degli ebrei": "Sappiate che giunta la fine dell'esilio del nostro popolo!"
450Redazione del Talmud Yerushalmi (Talmud di Gerusalemme).

### VI secolo

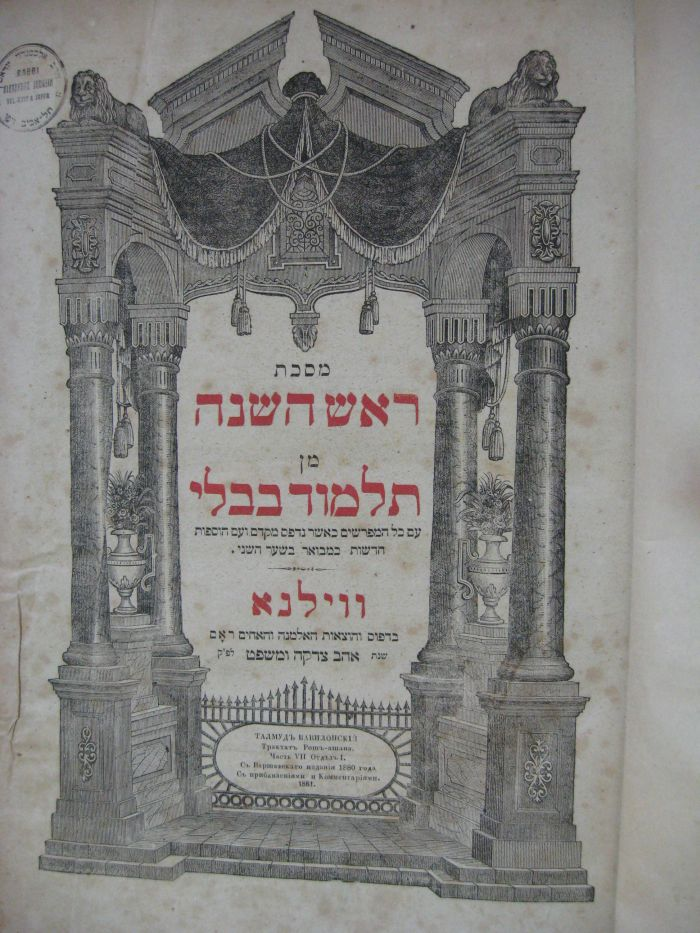
Talmud babilonese (Bavli), edizione di Shas Vilna

500–523Yosef Dhu Nuwas, sovrano del Regno Himyar (Yemen attuale) si converte all'ebraismo, migliorando il centro ebraico yemenita esistente. Il suo regno viene soppresso nella guerra contro Axum e i cristiani.
550la redazione principale del Talmud babilonese (il Bavli) viene completata dai rabbini Ravina e Ashi. In forma minore, continua ad essere modificato per altri 200 anni.
550–700periodo dei Savoraim, i saggi della Persia che hanno consolidato il Talmud nella sua forma finale.
555-572la rivolta dei Samaritani contro Bisanzio si conclude con una drammatica riduzione della comunità samaritana e con la proibizione della fede israelita, che viene dichiarata fuorilegge. Anche gli ebrei confinanti, che in maggior parte risiedono il Galilea, sono colpiti dal dominio oppressivo dei bizantini.

### VII secolo
610-628gli ebrei di Galilea, guidati da Beniamino di Tiberiade ottengono l'autonomia a Gerusalemme dopo essersi sollevati contro l'imperatore Eraclio in una campagna militare insieme agli alleati Sassanidi con Cosroe II e le milizie ebraiche della Persia, ma vengono in seguito tutti massacrati.
VII secolol'ascesa e dominio dell'islam tra gli arabi pagani nella penisola araba risulta nella rimozione quasi totale delle antiche comunità ebraiche e la loro conversione forzata, nel sacco del Levante dove i bizantini vengono sconfitti ed espulsi.

### VIII secolo
700-1250periodo dei Gaonim (era gaonica). Gli ebrei dell'Europa meridionale e dell'Asia Minore vivono sotto il dominio spesso intollerante dei re e del clero cristiani. La maggior parte degli ebrei vive nei regni arabo-mussulmani (Andalusia, Nord Africa, Palestina, Iraq e Yemen). Nonostante sporadici periodi di persecuzione, la loro vita comunitaria e culturale fiorisce in questo periodo. I centri universalmente riconosciuti della vita ebraica sono a Gerusalemme e Tiberiade (Siria), Sura e Pumbedita (Iraq). I capi di queste scuole di Legge ebraica sono i Gaonim, consultati su questioni di diritto da parte di ebrei di tutto il mondo. Durante questo tempo, il Niqqud (sistema di segni diacritici per l'ebraico) viene inventato a Tiberiade.
711gli eserciti mussulmani invadono e occupano la maggior parte della Spagna (In questo periodo gli ebrei costituiscono circa l'8% della popolazione spagnola). Sotto i cristiani gli ebrei avevano subito persecuzioni frequenti e intense, ma questo viene alleviato sotto il dominio mussulmano. Alcuni affermano che questo sia stato l'inizio dell'epoca d'oro della cultura ebraica in Spagna.
740il re dei Cazari (popolo turco seminomadico dell'Asia centrale) e membri della classe nobile adottano l'ebraismo. I Cazari rimangono indipendenti fino al X secolo, poi invasi dal principato di Rus' infine conquistati dalle forze rusine e bizantine nel 1016.
760i Caraiti (setta ebraica) rigettano l'autorità della legge orale e si separano dell'ebraismo rabbinico.

### IX secolo

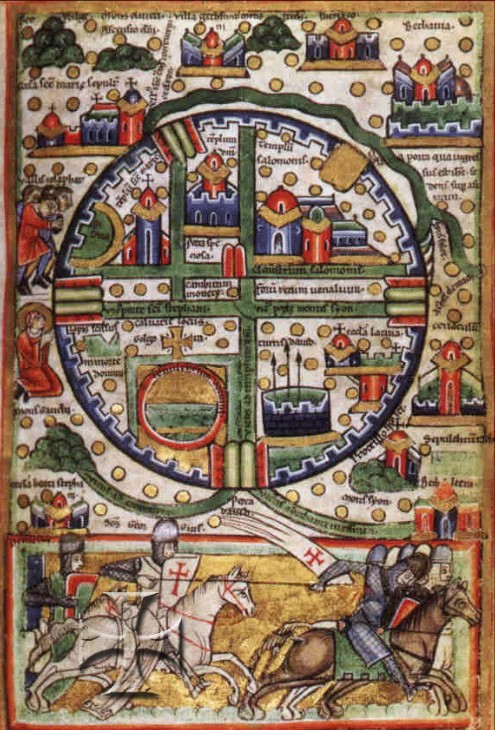
Cartina di Gerusalemme durante le crociate, 1170

846In Sura, Iraq, Rav Amram Gaon compila il suo siddur (libro di preghiere ebraico).
871un contratto di matrimonio incompleto datato 6 ottobre di questo anno è il documento più antico rinvenuto tra le carte della Geniza del Cairo.

### X secolo
900-1090epoca d'oro della cultura ebraica in Spagna. Abd al-Rahman III diventa Califfo di Cordova (al-Andalus) nel 912, dando inizio ad un periodo di grande tolleranza. I musulmani concedono agli ebrei e ai cristiani esenzioni dal servizio militare, il diritto di avere propri tribunali di legge, e garanzia di sicurezza per i propri beni. Poeti, studiosi, scienziati, statisti e filosofi ebrei fioriscono e diventano parte integrante della dilagante civiltà araba. Tutto ciò termina con l'invasione degli Almohadi del XII secolo.
940In Iraq, Saadya Gaon compila il suo siddur (libro di preghiere ebraico).

### XI secolo
1013-1073rabbi Isaac Alfasi, soprannominato Rif, (vissuto in Marocco, poi in al-Andalus) scrive il Sefer Ha-halachot, un'importante opera della Halakhah (Legge ebraica).
1040-1105rabbi Shlomo Yitzhaki (Rashi) scrive importanti commentari su quasi tutto il Tanakh (Bibbia ebraica) e il Talmud.
1066massacro di Granada.
1095-1291iniziano le crociate cristiane, scatenando la guerra contro i musulmani in Palestina. I crociati temporaneamente conquistano Gerusalemme nel 1099. Decine di migliaia di ebrei vengono uccisi dai crociati europei in tutta Europa e in Medio Oriente.

### XII secolo
1100-1275periodo dei tosafot, commentatori talmudici che continuano l'opera di Rashi e che includono alcuni dei suoi stessi discendenti.

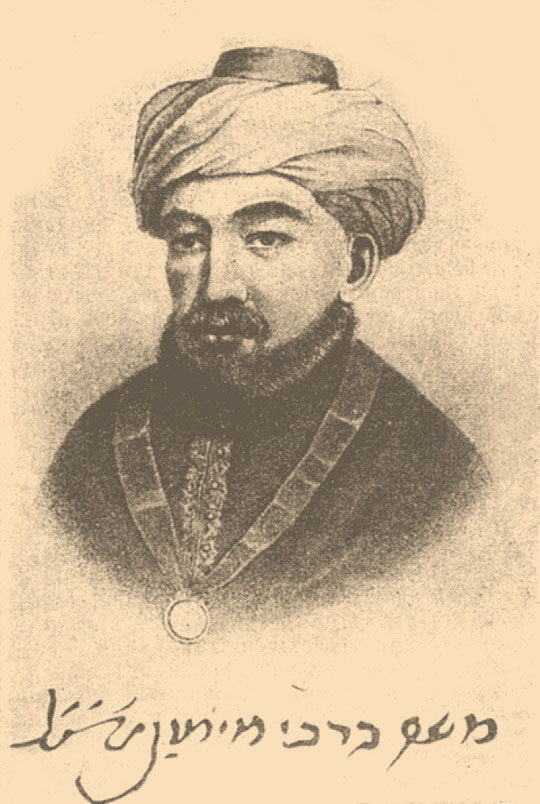
Mosè Maimonide

1135-1204Rabbi Moshe ben Maimon, noto come Maimonide o il Rambam, è il principale e più importante rabbino dell'ebraismo sefardita. Tra i suoi molti scritti famosi, produce un fondamentale codice di legge (il Mishneh Torah), e una delle opere filosofiche più influenti della storia ebraica, la Guida dei perplessi.
1141Yehuda Halevi esorta tutti gli ebrei affinché emigrino in Palestina, poi muore a Gerusalemme.
1187dopo la cattura di Gerusalemme, Saladino chiama gli ebrei e permette loro di ristabilirsi nella città. In particolare i residenti di Ascalona, un grande insediamento ebraico, rispondono a questa chiamata.

### XIII secolo
1250-1300vita di Moses de León di Spagna. Pubblica apertamente lo Zohar, interpretazione esoterica della Torah scritta nel II secolo da Rabbi Shimon bar Yohai e dai suoi discepoli. Ciò dà inizio alla forma moderna di Cabala (misticismo ebraico esoterico).
1250-1550periodo dei Rishonim, i saggi rabbini medievali. La maggior parte degli ebrei in questa epoca vive nelle terre al confine con il mar Mediterraneo o nell'Europa occidentale in sistemi feudali. Con il declino dei centri di potere musulmani ed ebrei in Iraq, non esiste più un luogo unico nel mondo ebraico dove risieda un'autorità riconosciuta a decidere le questioni di diritto e pratica ebraici. Di conseguenza, i rabbini riconoscono la necessità di scrivere commenarti su Torah e Talmud e di preparare codici di legge che consentano agli ebrei di tutto il mondo di essere in grado di continuare a vivere nella tradizione ebraica.

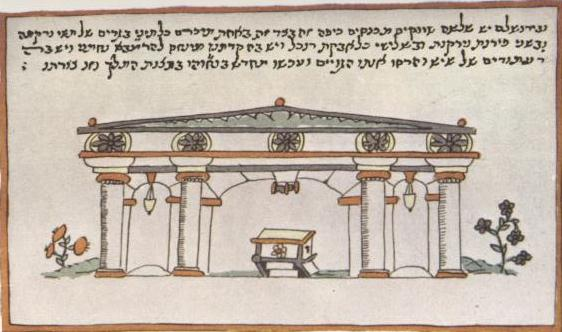
Antica cartina della sinagoga del Ramban

1267Nachmanide (il Ramban) si stabilisce a Gerusalemme e costruisce la sinagoga del Ramban.
1270-1343Rabbi Yaakov ben Asher di Spagna scrive l‘Arba'ah Turim (Quattro righe di Legge ebraica).
1290gli ebrei vengono espulsi dall'Inghilterra da Edoardo I dopo il bando dell'usura del 1275: finanziare la conquista del Galles, Edoardo tassa gli usurai ebrei, già impoveriti per la politica di sfruttamento seguita da suo padre, Enrico III e da suo nonno, Giovanni Senza Terra. Ben presto, gli ebrei si trovano nell'impossibilità di far fronte alle esose richieste del re, che li fa accusare di slealtà. Già sottoposti a restrizioni sui mestieri che possono svolgere, con limitazioni alla loro libertà di movimento, nel 1275 il re emette lo Statutum de Judaismo o Statute of Jewry ("Statuto del Giudaismo"), agli ebrei non viene garantita la sicurezza del possesso dei terreni e non possono nelle corporazioni dei commercianti, per cui una buona parte torna all'usura e allora Edoardo decreta che tutti gli usurai ebrei debbano portare sui vestiti una "stella gialla", così da essere identificabili da tutti. Nel corso di questa persecuzione, Edoardo fa arrestare tutti i capi delle famiglie ebree, ne fa portare trecento alla Torre di Londra e giustiziare, mentre gli altri vengono uccisi nelle loro case. Nel 1290, il re bandisce tutti gli ebrei dal paese.

### XIV secolo

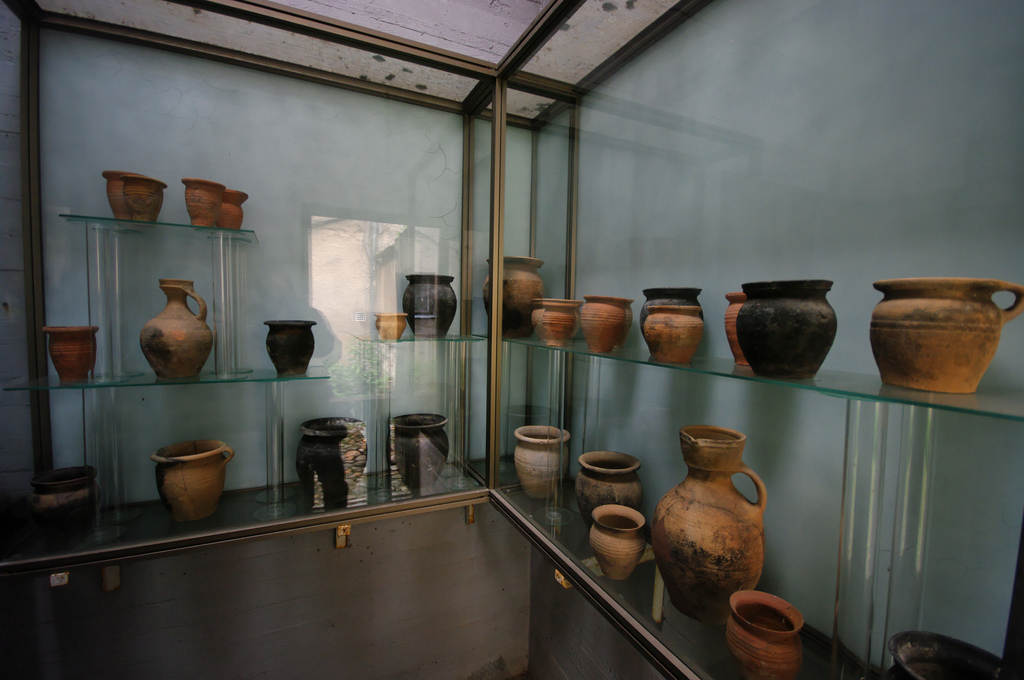
Ceramiche nel museo della sinagoga di Sopron, Ungheria, costruita verso il 1300

1300Rabbi Levi ben Gershom, noto come Ghersonide: filosofo francese del XIV secolo rinomato per la sua opera Sefer Milhamot Adonai ("Il libro delle guerre del Signore") e anche per i suoi commentari filosofici.
1306-1394gli ebrei vengono ripetutamente espulsi dalla Francia e poi riammessi dietro pagamento.
1343gli ebrei perseguitati nell'Europa occidentale sono invitati in Polonia da Casimiro il Grande.

### XV secolo
1478re Ferdinando e regina Isabella di Spagna istituiscono l'Inquisizione spagnola.
1486Primo libro di preghiere pubblicato in Italia.
1488-1575rabbi Yosef Karo passa 20 anni a compilare il Beit Yosef, una grande guida alla legge ebraica. Scrive poi una guida più concisa, il Shulkhan Arukh che diventa la guida standard della legge per i successivi 400 anni. Nato in Spagna, Yosef Karo vive e muore a Safed.
1488Obadiah di Bertinoro, commentatore della Mishnah, arriva a Gerusalemme e segna una nuova epoca per la comunità ebraica.
1492decreto di Alhambra: circa 200 000 ebrei sono espulsi dalla Spagna, i quali si ristabiliscono nelle terre di Olanda, Turchia, Arabia e Giudea; alcuni finiscono anche in Sud America e America Centrale. Tuttavia, la maggioranza emigra in Polonia. Nei secoli successivi, più del 50% della popolazione ebraica mondiale vivrà in Polonia. Molti ebrei rimangono in Spagna dopo essersi convertiti pubblicamente al cristianesimo e diventando cripto-giudei.
1492Bayezid II dell'Impero ottomano manda un invito formale agli ebrei espulsi della Spagna e Portogallo e invia delle navi per far portare gli ebrei nel suo impero.
1493gli ebrei vengono cacciati dalla Sicilia: circa 137 000 vanno in esilio.
1496gli ebrei vengono espulsi dal Portogallo e da molte città tedesche.

### XVI secolo
1501re Alessandro di Polonia riammette gli ebrei nel granducato di Lituania.
1516viene creato il ghetto di Venezia, primo ghetto ebraico d'Europa. Molti altri ne seguiranno.
1525–1572rabbi Moshe Isserles (il Rema) di Cracovia scrive una lunga glossa sul Shulkhan Arukh intitolata Mappah, estendendo la sua applicazione agli ebrei aschenaziti.
1534re Sigismondo I di Polonia abolisce la legge che richiede agli ebrei di indossare indumenti speciali e/o un distintivo giallo.
1534primo libro yiddish pubblicato in Polonia.
1534–1572Isaac Luria (l‘Arizal) insegna la Cabala a Gerusalemme e Safed per scegliere dei discepoli. Alcuni di questi, tra cui Ibn Tebul, Israel Sarug e principalmente Hayim Vital, mettono i suoi insegnamenti per iscritto. Mentre le versioni sarugiane sono pubblicate poco dopo in Italia e Olanda, i testi vitaliani rimangono in forma di manoscritto per lungo tempo, quasi tre secoli.
1547prima stamperia ebraica a Lublino.
1550Moses Cordovero fonda un'accademia cabalista a Safed.
1567prima università ebraica Yeshivah fondata in Polonia.
1577una stampatrice ebraica viene stabilita a safed, prima in Palestina e prima in Asia.
1580–1764prima sessione del "Concilio delle Quattro Terre" (Va'ad Arba' Aratzot) a Lublino, nella Confederazione polacco-lituana. Settanta delegati dalle kehillot ebraiche locali si incontrano per discutere della tassazione e di altri problemi importanti per la comunità ebraica.

### XVII secolo
1621–1630Isaiah Horowitz (detto Shelah HaKadosh) scrive la sua opera più importante dopo essere emigrato nella Terra d'Israele.
1623prima volta che si riunisce separatamente una Camera dei deputati Sejm ebraica (Va'ad) nel Granducato di Lituania.

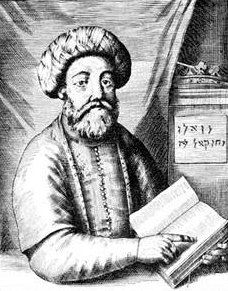
Sabbatai Zevi nel 1665

1626–1676falso messia Sabbatai Zevi.
1633ebrei di Poznań ricevono il privilegio di proibire ai cristiani di entrare nella loro città.
1648la popolazione ebrea della Polonia raggiunge 450 000 persone (cioè il 4% della popolazione di 11 000 000 di polacco-lituani della Confederazione è ebreo), in Boemia 40 000 e in Moravia 25 000. La popolazione mondiale degli ebrei è stimata a 750 000.
1648–1655il cosacco ucraino Bohdan Chmel'nyc'kij capeggia una strage della nobiltà polacca e di ebrei che fa circa 65 000 morti tra gli ebrei e un numero simile tra i nobili. Il calo complessivo del numero di ebrei è stimato a 100 000 persone.
1655ebrei riammessi in Inghilterra da Oliver Cromwell.
1660distruzione di Safed da parte dei Drusi.

### XVIII secolo

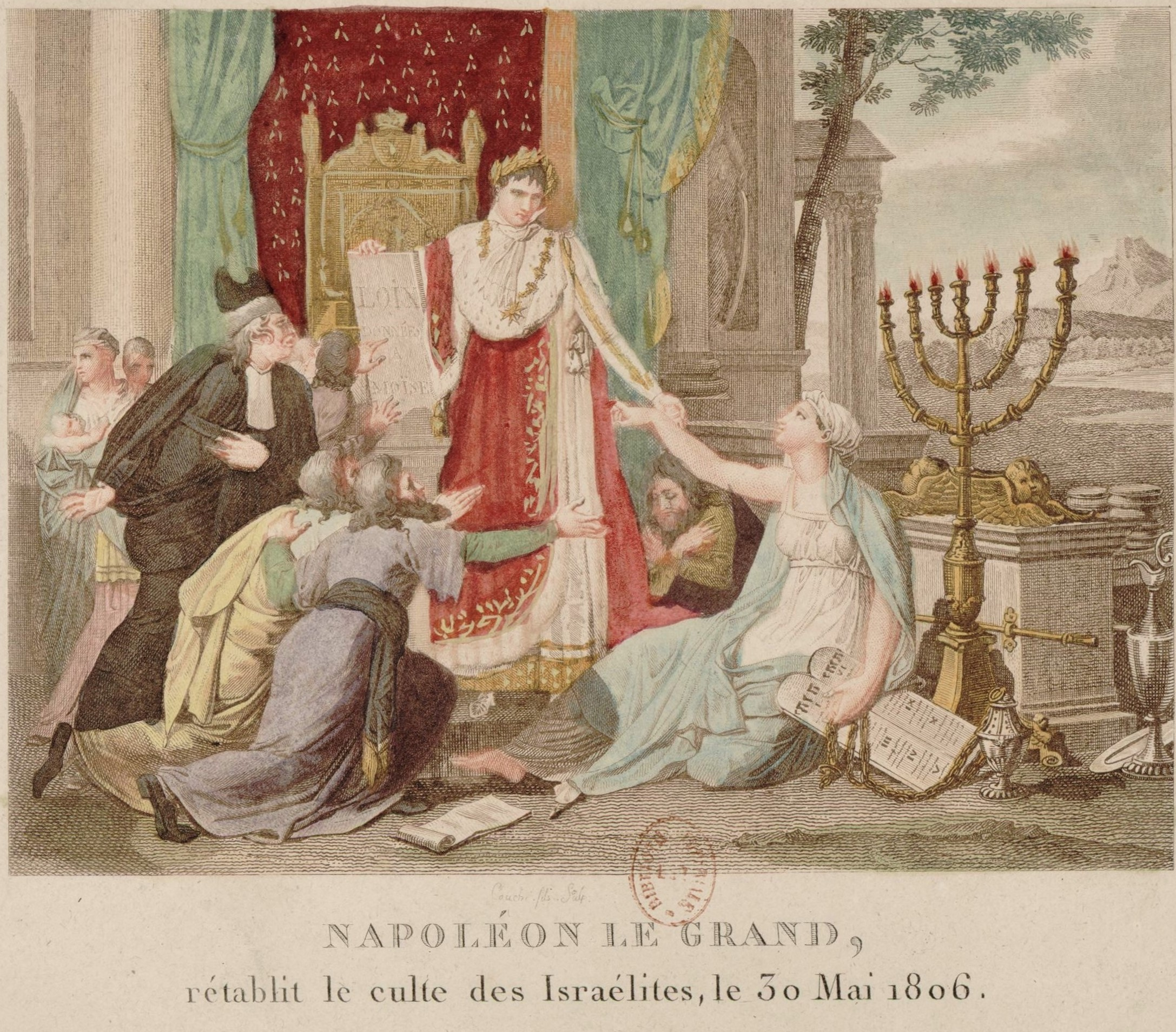
Stampa francese del 1806 con Napoleone Bonaparte che emancipa gli ebrei.

1700–1760Israel ben Eliezer, noto come il Baal Shem Tov, fonda l'ebraismo chassidico, un modo di avvicinarsi a Dio mediante la meditazione e la gioia. Il Baal ed i suoi discepoli attraggono molti seguaci e creano molte sette chassidiche. Gli opponenti europei dei chassidim, chiamati Mitnagdim, contestano che si dovrebbe seguire una forma più accademica ed erudita dell'ebraismo. Alcune delle sette più conosciute oggigiorno includono i Chabad Lubavitch, Breslover, Gerer e i Chassidim Satmar.
1700rabbi Judah HeHasid fa l'aliyah in Palestina accompagnato da centinaia di seguaci. Qualche giorno dopo il suo arrivo, Rabbi Judah muore improvvisamente.
1700sir Solomon de Medina viene nominato cavaliere da Guglielmo III, facendo di lui il primo ebreo in Inghilterra a ricevere tale onore.
1720creditori arabi bruciano la sinagoga incompleta degli immigranti di rabbi Yehuda e cacciano tutti gli ebrei aschenaziti da Gerusalemme.
1720–1797rabbi Elijah di Vilna, detto il Gaon di Vilna.
1729–1786Moses Mendelssohn e il movimento della haskalah (illuminismo). Si adopera per porre fine all'isolamento degli ebrei in modo che fossero in grado di abbracciare la cultura del mondo occidentale e a loro volta essere abbracciati dai gentili come uguali. La haskalah apre la porta allo sviluppo di tutte le denominazioni ebraiche moderne e la rinascita dell'ebraico come lingua parlata, ma apre la strada anche alle conversioni al cristianesimo per quegli ebrei che, volendo essere pienamente accettati dalla società cristiana, scelgono l'assimilazione per emularla.
1740il Parlamento della Gran Bretagna passa una legge generica che permette agli ebrei di essere naturalizzati nelle colonie americane. Precedentemente, diverse colonie avevano permesso agli ebrei di essere naturalizzati senza fare giuramento "sulla vera fede del cristiano".
1740le autorità ottomane invitano Rabbi Haim Abulafia (1660–1744), rinomato cabalista e rabbino di Smirne, di trasferirsi in Terra santa. Rabbi Abulafia dovrà ricostruire la città di Tiberiade, rimasta in rovina per circa 70 anni. Il revival della città viene visto da molti come un segno della venuta del Messia.
1740–1750migliaia emigrano in Palestina sotto l'influenza delle predizioni sul Messia. La grande migrazione aumenta molto la popolazione degli stanziamenti ebraici della Palestina.
1747rabbi Abraham Gershon di Kitov († 1761) è il primo immigrante dell'Aliyah chassidica. È uno stimato studioso talmudico, mistico e genero di rabbi Israel Baal Shem Tov (fondatore del movimento chassidico). Rabbi Abraham inizialmente si stabilisce a Hebron, poi si trasferisce a Gerusalemme su richiesta dei residenti.
1759i seguaci di Jacob Frank si uniscono alla nobiltà polacca Szlachta di discendenza ebraica.
1772–1795spartizioni della Polonia tra Russia, Regno di Prussia e Austria. Il grosso del popolo ebraico si concentra ora in queste tre nazioni. Vecchi privilegi accordati agli ebrei vengono rimessi in discussione.
1775–1781Rivoluzione americana; viene garantita la libertà religiosa.
1775violenza di massa contro gli ebrei di Hebron.
1789Rivoluzione francese. Nel 1791 la Francia concede pieni diritti agli ebrei e permette loro di diventare cittadini francesi, a certe condizioni.
1790Il presidente USA, George Washington, invia una lettera alla comunità ebraica di Rhode Island. Scrive di immaginarsi un paese "che non dà al bigottismo nessuna approvazione... alla persecuzione nessuna assistenza". Nonostante il fatto che gli Stati Uniti siano un paese prevalentemente protestante, gli ebrei in teoria ricevono pieni diritti. Inoltre, la mentalità degli immigrati ebrei modellata dal loro ruolo di mercanti in Europa orientale significa che sono ben preparati a competere nella società americana. Finora comunque il loro numero è limitato.
1791la Russia crea la Zona di residenza che include la terra acquisita dalla Polonia e si colloca lungo il confine occidentale, in cui gli ebrei hanno il permesso di risiedere in permanenza, e oltre la quale di solito la residenza è interdetta agli ebrei. La popolazione ebrea della Zona ammonta a 750 000 persone. 450 000 ebrei vivono nelle parti polacche della Prussia e dell'Austria.
1798rabbi Nachman di Breslov viaggia in Palestina.
1799mentre le truppe francesi in Palestina danno assedio alla città di Acri, Napoleone prepara il proclama che chiede agli ebrei dell'Asia e dell'Africa di aiutarlo a conquistare Gerusalemme, ma il suo insuccesso nel catturare Acri gli impedisce di emetterlo.
1799violenza di massa contro gli ebrei di Safed.

### XIX secolo
1800–1900età d'oro della letteratura yiddish, rinascita dell'ebraico come lingua parlata, e rinascita della letteratura ebraica.
1808–1840grande aliyah nella speranza di "redenzione" per l'anticipato arrivo del Messia nel 1840.
1820–1860sviluppo dell'ebraismo ortodosso, in una serie di movimenti tradizionalisti che resistono all'influenza della modernizzazione che dilaga come reazione ai movimenti di emancipazione e illuminismo europei; i movimenti ortodossi sono caratterizzati da una rigorosa aderenza alla halakhah.
1830la Grecia concede la cittadinanza agli ebrei.
1831le milizie ebraiche prendono parte alla difesa di Varsavia contro i russi.
1834-1835mussulmani e drusi attaccano gli ebrei di Safed, Hebron e Gerusalemme.
1837Moses Montefiore riceve il cavalierato dalla regina Vittoria.
1837il terremoto della Galilea del 1837 devasta le comunità ebraiche di Safed e Tiberiade.
1838–1933rabbi Yisrael Meir Kagan (Chofetz Chaim) inaugura una yeshivah importante e scrive un'opera halakhica autorevole, la Mishnah Berurah.
metà-XIX secoloinizio dell'ebraismo riformato classico.
metà-XIX secolorabbi Israel Salanter sviluppa il movimento Mussar. Pur insegnando che la legge ebraica è vincolante, Salanter respinge il contemporaneo dibattito filosofico e difende gli insegnamenti etici come essenza dell'ebraismo.
metà-XIX secolosi sviluppa l'ebraismo positivo storico, successivamente noto come ebraismo conservatore.
1841David Levy Yulee della Florida viene eletto al Senato degli Stati Uniti d'America, primo ebreo eletto al Congresso.
1851la Norvegia permette agli ebrei di entrare nel paese. Non vengono emancipati fino al 1891.
1858gli ebrei vengono emancipati in Inghilterra.
1860l'Alleanza israelitica universale (AIU), (ebraico: כל ישראל חברים = כי"ח - Khol Israel Chaverim), organizzazione ebraica internazionale viene fondata a Parigi con lo scopo di proteggere i diritti degli ebrei come cittadini.

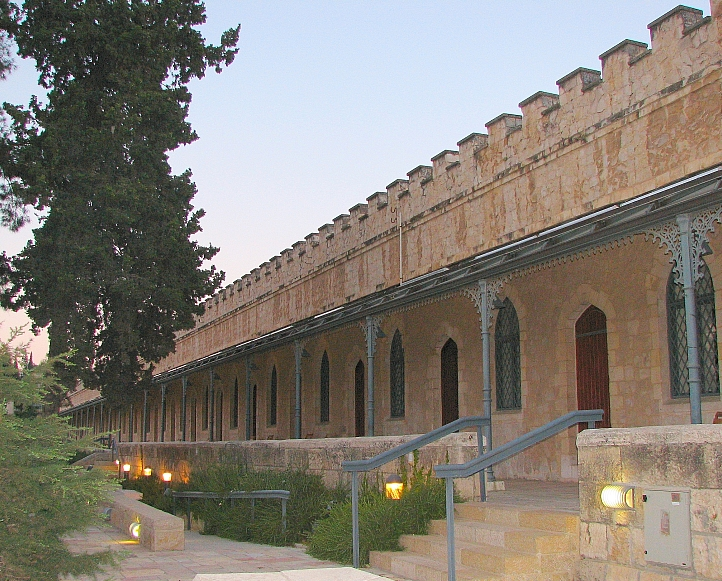
L'ostello Mishkenot Sha'ananim, patrimonio storico-culturale restaurato nel 1973.

1860–1875Moses Montefiore costruisce nuovi quartieri ebraici nella periferia della Città Vecchia di Gerusalemme, iniziando con il quartiere "Mishkenot Sha'ananim".
1860–1864gli ebrei prendono parte al movimento nazionale polacco, seguito dalla Rivolta di Gennaio.
1860–1943Henrietta Szold: educatrice, scrittrice e assistente sociale, fondatrice della Hadassah.
1861la Società Sionista viene formata a Francoforte sul Meno, in Germania.
1862agli ebrei vengono concessi pari diritti al Regno del Congresso controllato dai russi. Vengono revocati i privilegi d alcune città in merito alla proibizione di insediamenti ebraici.
1867ebrei emancipati in Ungheria.
1868Benjamin Disraeli diventa primo ministro del Regno Unito. Sebbene convertito al cristianesimo da bambino, è la prima persona di discendenza ebraica a diventare capo di governo in Europa.
1870–1890il gruppo sionista russo Hovevei Zion (Amanti di Sion) e Bilu (fond. 1882) creano una serie di insediamenti ebrei nella Terra d'Israele, assistiti finanziariamente dal barone Edmond James de Rothschild. A Rishon LeZion Eliezer Ben Yehuda rivitalizza la lingua ebraica come lingua parlata moderna.
1870ebrei emancipati in Italia.
1871ebrei emancipati in Germania.
1875l'Hebrew Union College dell'ebraismo riformato viene inaugurato a Cincinnati (USA). Fondatore: Rabbi Isaac Mayer Wise, promotore dell'ebraismo riformato americano.
1877New Hampshire diventa l'ultimo stato a concedere i pari diritti politici agli ebrei.
1878Petah Tiqwa viene fondata dai pionieri religiosi di Gerusalemme, guidati da Yehoshua Stampfer.
1880la popolazione mondiale degli ebrei ammonta a circa 7,7 milioni, 90% in Europa, principalmente nell'Europa orientale; circa 3,5 milioni nelle ex-province polacche.
1881–1884, 1903–1906, 1918–1920tre grandi ondate di pogrom uccidono decine di migliaia di ebrei in Russia e Ucraina. Più di due milioni di ebrei russi migrano nel periodo 1881-1920.
1881nei giorni 30-31 dicembre, il Primo Congresso di tutti i sindacati sionisti per la colonizzazione della Palestina viene organizzato a Focşani, Romania.
1882–1903Prima Aliyah, una delle maggiori ondate di emigranti ebrei in Palestina.
1886rabbi Sabato Morais e Alexander Kohut iniziano a promuovere la reazione degli ebrei conservatori contro la riforma americana dell'ebraismo, e inaugurano il "Jewish Theological Seminary" quale scuola di ortodossia illuminata.

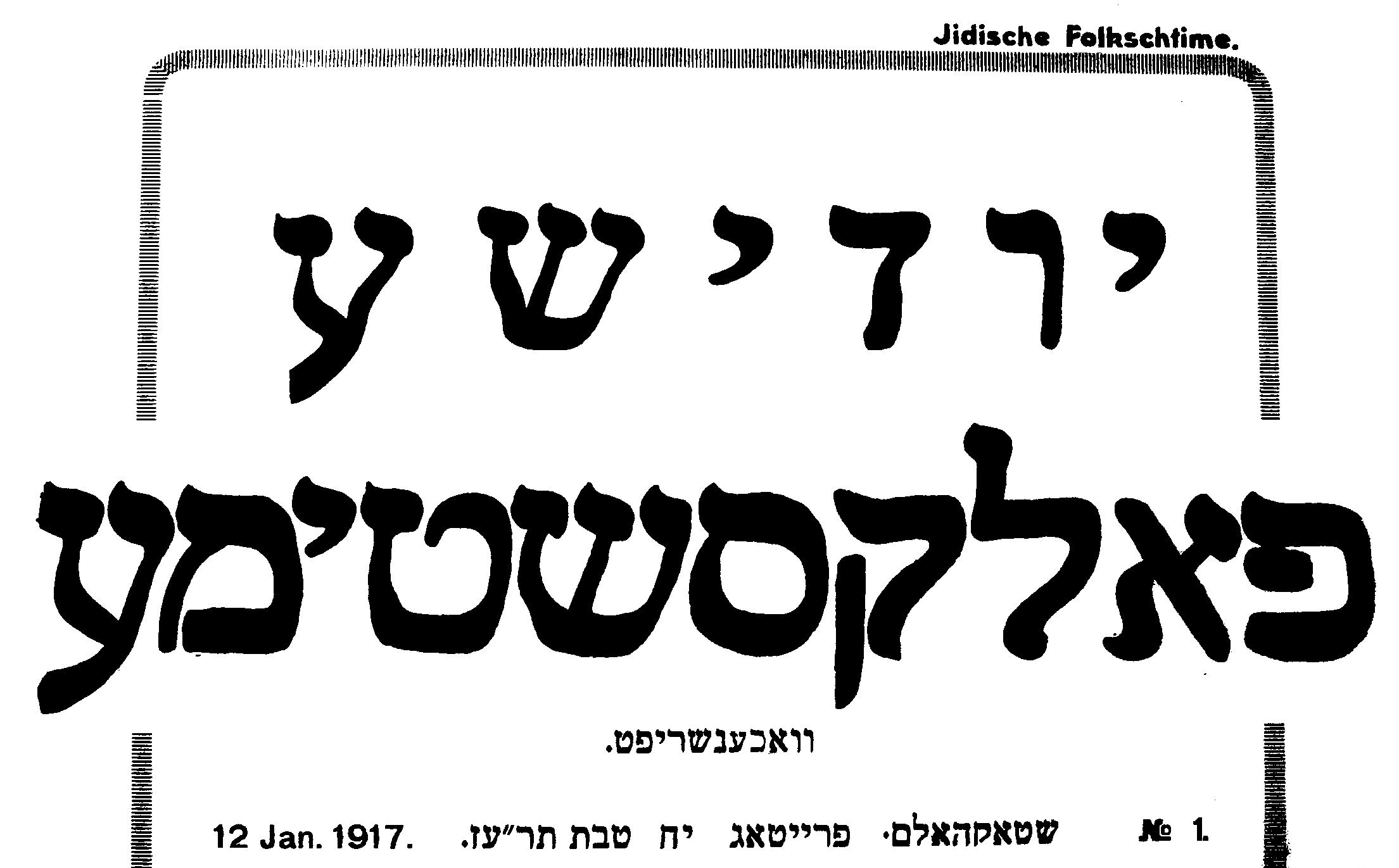
Testata del primo numero dello Jidische Folkschtime (Voce del popolo yiddish), pubblicato a Stoccolma il 12 gennaio 1917.

1890il termine "Sionismo" viene coniato dall'ebreo pubblicista austriaco Nathan Birnbaum nel suo giornale Selbstemanzipation! (Autoemancipazione) e viene usato per definire il movimento nazionale di ritorno del popolo ebraico nella loro patria e la ripresa della sovranità ebraica in Terra d'Israele.
1895prima opera pubblicata da Sigmund Freud.
1897in risposta all'affare Dreyfus, Theodor Herzl scrive Der Judenstaat (Lo Stato ebraico), sostenendo la creazione di uno stato ebraico libero e indipendente in Israele.
1897il Bund (Unione Generale dei Lavoratori Ebrei) viene creato in Russia.
1897primo censimento nell'Impero russo: 5 200 000 ebrei, 4 900 000 nella Zona di residenza. Nelle terre precedentemente polacche ci sono 1 300 000 ebrei o 14% della popolazione totale.
1897primo congresso sionista tenuto a Basilea, che porta alla formazione dell'Organizzazione sionista mondiale.

### XX secolo

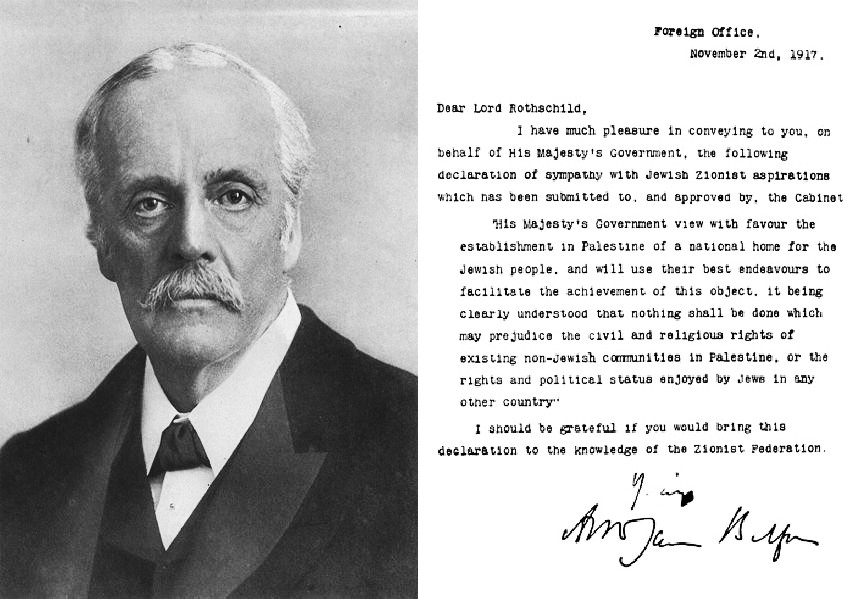
La dichiarazione Balfour (1917) sostiene la creazione di una patria ebraica in Palestina e protegge i diritti civili e religiosi delle comunità non ebraiche esistenti in loco.

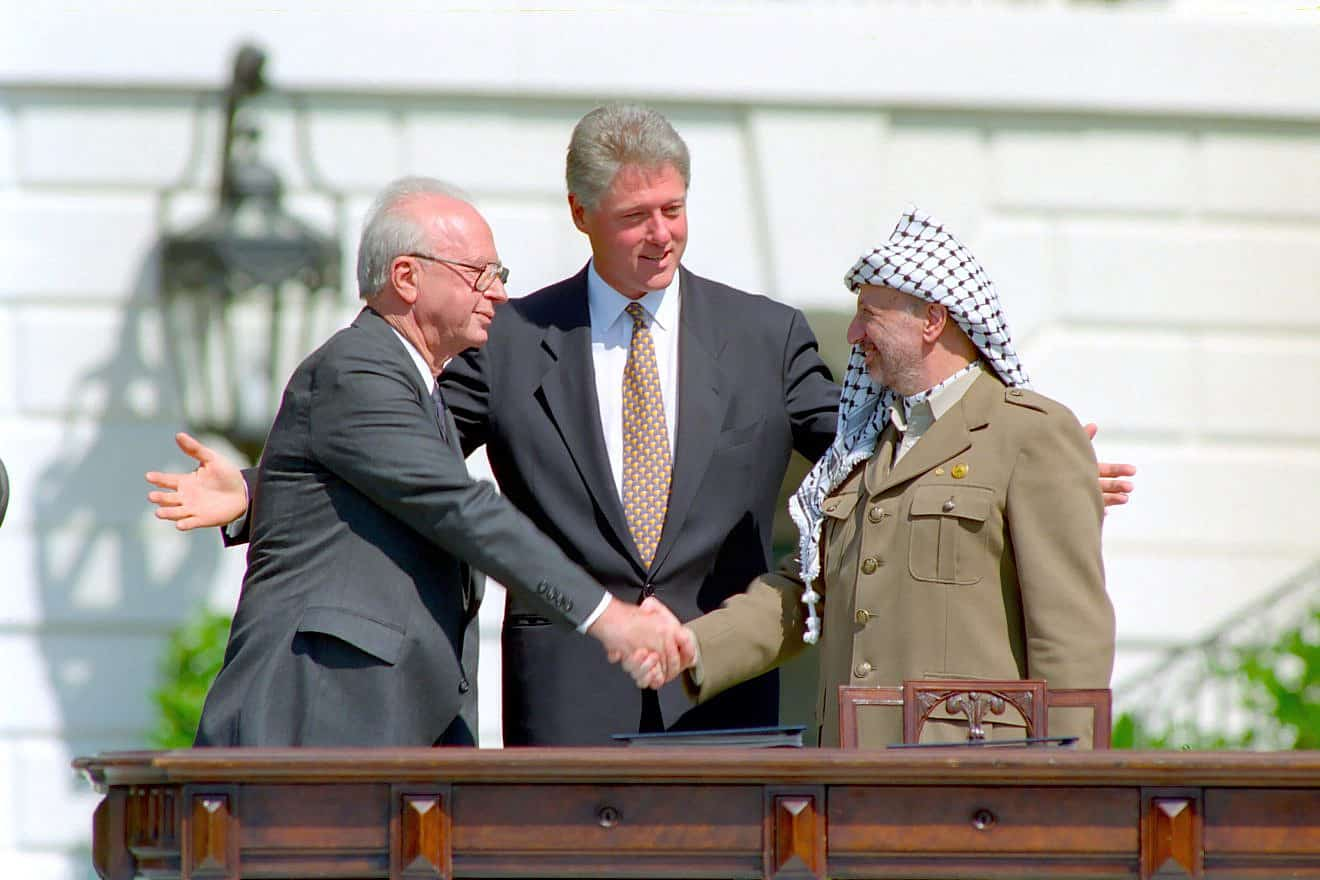
Yitzhak Rabin e Yasser Arafat si stringono la mano durante gli Accordi di Oslo, con Bill Clinton alle loro spalle, 1993

1902rabbi Solomon Schechter riorganizza il Jewish Theological Seminary e lo rende l'istituzione di punta dell'ebraismo conservatore.
1903il giornale di San Pietroburgo Znamya pubblica un falso letterario, i Protocolli dei Savi di Sion. Dopo il pogrom di Kishinev rimasero uccisi 47 ebrei, con 400 altri feriti e 10 000 ebrei lasciati senza tetto.
1905Rivoluzione russa del 1905 accompagnata dai relativi pogrom.
1915vengono fondati il collegio Yeshiva (in seguito università) e l'adiacente Seminario rabbinico Rabbi Isaac Elchanan a New York per la formazione in ambiente ortodosso moderno.
1916il giurista Louis Brandeis viene confermato il 1º giugno quale primo giudice membro della Corte suprema degli Stati Uniti. Lo nomina il presidente statunitense Woodrow Wilson e rimarrà in carica dal 1916 al 1939.
1917i britannici sconfiggono i turchi e ottengono il controllo della Palestina. I britannici emettono la dichiarazione Balfour (1917) che concede il supporto del Regno Unito alla "costituzione in Palestina di un focolare nazionale per il popolo ebraico, e si adopererà per facilitare il raggiungimento di questo scopo, essendo chiaro che nulla deve essere fatto che pregiudichi i diritti civili e religiosi delle comunità non ebraiche della Palestina, né i diritti e lo status politico degli ebrei nelle altre nazioni". Molti ebrei interpretano la Dichiarazione come primo passo verso la costituzione di uno Stato ebraico in Palestina.
1917 febbraioviene abolita la Zona di residenza e gli ebrei ricevono diritti paritari. La guerra civile russa provoca oltre 2000 pogrom, con decine di migliaia di ebrei uccisi e centinaia di migliaia profughi senza dimora.
1918–1939il periodo tra le due guerre mondiali viene citato spesso come "età d'oro" dei Chazzanim (cantori). Tra i più famosi si annoverano Abraham Davis, Moshe Koussevitzky, Zavel Kwartin (1874–1953), Jan Peerce, Yossele Rosenblatt (1882-1933), Gershon Sirota (1874-1943) e Laibale Waldman.
1919
15 febbraio: oltre 1 200 ebrei uccisi nel pogrom di Khmelnitsky.
25 marzo: circa 4 000 ebrei uccisi dalle truppe cosacche a Tetiev (Ucraina).
17 giugno: 800 ebrei decapitati in fila a Dubovo.
1920alla Conferenza di Sanremo il Regno Unito riceve il Mandato della Palestina dalla Società delle Nazioni.
4-7 aprile: cinque ebrei uccisi e 216 feriti nei moti palestinesi del 1920.
1920–oggiuna varietà di autori ebrei, tra cui Gertrude Stein, Allen Ginsberg, Saul Bellow, Adrienne Rich e Philip Roth, spesso attingendo dalla cultura e storia ebraiche, prosperano e diventano altamente influenti sulla scena letteraria anglofona.
1921l'amministrazione militare del Mandato britannico il Palestina è sostituito da un'amministrazione civile.
1921il Regno Unito proclama che tutta la Palestina a est del Giordano è chiusa per sempre agli insediamenti ebraici, ma non a quelli arabi.
1921trattato di pace a Riga tra Polonia e Unione Sovietica. I cittadini di enytrambe le parti hanno il diritto di scegliere a quali delle due nazioni appartenere. Centinaia di migliaia di ebrei, specialmente i piccoli commercianti interdetti dai sovietici, si trasferiscono in Polonia.
1922il rabbino riformato Stephen S. Wise crea il Jewish Institute of Religion a New York (amalgamato con lo Hebrew Union College nel 1950).
1923il Regno Unito assegna il territorio delle Alture del Golan al Mandato francese della Siria. Mentre l'immigrazione araba è permessa, non lo è quella ebraica.
1924si riscontrano 2 989 000 ebrei secondo un sondaggio di religioni in Polonia (10,5% del totale). La gioventù ebraica consiste del 23% di studenti delle scuole medie superiori e 26% di studenti universitari.
1926Prima della prima guerra mondiale, c'erano poche yeshivah chassidiche in Europa. Durante il Lag Ba'omer del 1926, Rabbi Shlomo Chanoch Rabinowicz, quarto Rebbe di Radomsko, dichiara: "È giunto il momento di aprire delle yeshiva dove le giovani generazioni siano in grado di apprendere e dedicarsi profondamente alla Torah", portando alla fondazione della rete "Keser Torah Radomsk" formata da 36 yeshiva nella Polonia pre-bellica.
1930Ebrei nel mondo: 15 000 000. Paesi principali: USA (4 000 000), Polonia (3 500 000, 11% del totale), Unione Sovietica (2 700 000, 2% del totale), Romania (1 000 000, 6% del totale). Palestina 175 000 o 17% del totale di 1 036 000.
1933Hitler prende il sopravvento in Germania; i suoi sentimenti antisemiti sono ben noti, spingendo numerosi ebrei a emigrare.
1937Nasce Adin Steinsaltz, autore del primo onnicomprensivo commentario autorevole del Talmud babilonese, dopo quello del Rashi dell'XI secolo.
1939il governo britannico emette il "Libro bianco". Il documento propone un limite di 10 000 immigranti ebrei per ogni anno nel periodo 1940–1944, più 25 000 profughi di eventuali emergenze che si possano verificare durante tale periodo.
1938–1945Olocausto (Ha Shoah), con lo sterminio metodico di circa 6 milioni di ebrei in Europa.
1940–oggivari registi ebrei, tra cui Billy Wilder, Woody Allen, Mel Brooks e i Fratelli Coen, spesso usano la filosofia e la comicità ebraiche e diventano personaggi di successo artisticamente e popolarmente nella storia del cinema.
1945–1948crisi di profughi post-olocausto. il Regno Unito cerca di trattenere gli ebrei che vogliono emigrare in Palestina a tutti i costi, anche illegalmente.
1946–1948La lotta violenta per la creazione di uno stato ebraico nel Mandato britannico della Palestina si intensifica con l'intervento di gruppi di difesa ebraiche: Haganah, Irgun e Lohamei Herut Israel (Combattenti per la Libertà d'Israele).
29 novembre 1947le Nazioni Unite approvano la creazione di uno Stato Ebraico e di uno Stato Arabo nel Mandato della Palestina.
14 maggio 1948viene dichiarato lo Stato di Israele come stato ebraico indipendente, qualche ora prima che il Mandato britannico scada. Dopo undici minuti, viene riconosciuto de facto dagli Stati Uniti. Andrei Gromyko, l'ambasciatore ONU dell'Unione Sovietica, invita le Nazioni Unite (ONU) ad accettare Israele come Stato membro. L'ONU approva.
15 maggio 1948Guerra arabo-israeliana del 1948: Siria, Iraq, Transgiordania, Libano ed Egitto invadono Israele poche ore dopo la sua creazione. L'attacco viene respinto e Israele conquista altro territorio. Ne risulta un esodo ebraico dai paesi arabi, con circa un milione di ebrei che fuggono o sono espulsi dalla nazioni arabe e musulmane. La maggioranza si stabilisce in Israele. (Cfr. anche Armistizio di Rodi).
1948–1949circa 250 000 sopravvissuti all'Olocausto vanno in Israele. L'"Operazione Tappeto Magico" trasferisce migliaia di ebrei yemeniti in Israele.
1956Crisi di Suez: l'Egitto blocca il Golfo di Aqaba e chiude il Canale di Suez alle navi israeliane. Il Presidente egiziano Gamal Abdel Nasser incita alla distruzione di Israele. Israele, Regno Unito e Francia entrano in guerra contro l'Egitto e lo forzano a riaprire il Canale a tutte le nazioni.
1964le relazioni ebraico-cristiane vengono rivoluzionate dal Concilio Vaticano II della Chiesa cattolica.
1966Shmuel Yosef Agnon (1888–1970) è il primo scrittore ebraico a cui viene assegnato il Premio Nobel per la Letteratura.
16 maggio 1967il Presidente egiziano Nasser richiede che l'ONU ritiri le proprie truppe (Contingente d'Emergenza UNEF I) dislocate tra Israele ed Egitto. L'ONU accetta e il Contingente di Pace viene ritirato dalla Penisola del Sinai e Gaza il 19 maggio.
1967 maggioNasser chiude gli strategici Stretti di Tiran alle navi israeliane e dichiara che l'Egitto è in stato di guerra con Israele. L'esercito egiziano si raduna in massa in Sinai.
5–10 giugno 1967Guerra dei sei giorni. Israele lancia un attacco preventivo contro Egitto, Giordania e Siria. Gli aerei israeliani distruggono la maggior parte delle forze aeree arabe mentre a terra, in un attacco a sorpresa ("Operazione Focus"), seguito da offensive israeliane di terra che sconfiggono le forze arabe e occupano la Penisola del Sinai, la Cisgiordania e Alture del Golan.
1º settembre 1967i capi di governo arabi si riuniscono a Khartoum, in Sudan. I tre "No" di Khartoum: No riconoscimento di Israele – No negoziati con Israele – No pace con Israele.
1968Rabbi Mordecai Kaplan crea formalmente il movimento separato dell'Ebraismo ricostruzionista, fondando il Collegio "Reconstructionist Rabbinical College" di Philadelphia.
1969primo gruppo di israeliti ebrei africani iniziano a emigrare in Israele sotto la guida di Ben Ammi Ben Israel.
metà-anni 1970–oggirinascita della musica Klezmer (musica popolare folk degli ebrei europei).
1972l'ebreo statunitense Mark Spitz stabilisce il record per il maggior numero di medaglie d'oro (sette) vinte in una singola Olimpiade, nei Giochi della XX Olimpiade. Il massacro di Monaco si verifica quando gli atleti israeliani vengono presi in ostaggio dai terroristi di Settembre Nero. Gli ostaggi vengono uccisi durante un tentativo di salvataggio fallito.
6–24 ottobre 1973guerra del Kippur. Egitto e Siria, rinforzati da truppe di altre nazioni arabe, lanciano un attacco a sorpresa contro Israele durante lo Yom Kippur. Dopo aver arginato gli attacchi iniziali, Israele ricattura il terreno perduto e poi si spinge dentro l'Egitto e la Siria. Successivamente l'OPEC riduce le forniture di petrolio, facendone aumentare i prezzi e causando una crisi economica mondiale.
1975il presidente Gerald Ford firma una legge che include l'emendamento Jackson-Vanik, che collega i benefici commerciali americani verso l'Unione Sovietica alla libera emigrazione degli ebrei russi.
1975le Nazioni Unite adottano una risoluzione che equipara il sionismo al razzismo. Abrogata nel 1991.
1976Israele salva gli ostaggi catturati ad Entebbe, in Uganda.
18 settembre 1978A Camp David, vicino a Washington, Israele ed Egitto firmano un trattato di pace, noto come gli accordi di Camp David, che include il ritiro di Israele dalla penisola del Sinai.
1978lo scrittore yiddish Isaac Bashevis Singer riceve il premio Nobel
1979al primo ministro Menachem Begin e al presidente Anwar Sadat viene assegnato il premio Nobel per la pace.
1979–1983"Operazione Elia": salvataggio degli ebrei etiopi.
giugno–dicembre 1982Guerra del Libano. Israele invade il Libano meridionale per eradicare il PLO.
1983gli ebrei riformati americani accettano formalmente la discendenza patrilinea, creando quindi una nuova definizione di chi sia ebreo.
1984–1985operazioni Mosè e Giosuè: salvataggio degli ebrei etiopi da parte di Israele.
1986Elie Wiesel vince il premio Nobel per la pace
1986Nathan Sharansky, dissidente ebreo sovietico, viene liberato dal carcere.
1987inizio della prima intifada contro Israele.
1989caduta del muro di Berlino tra la Germania dell'Est e quella dell'Ovest; caduta del governo comunista della Germania Est e inizio della riunificazione tedesca (formalmente dall'ottobre 1990).
1990l'Unione sovietica apre i confini a tre milioni di ebrei sovietici fino ad allora tenuti virtualmente prigionieri nel loro stesso paese. Centinaia di migliaia di ebrei scelgono di lasciare l'Unione sovietica e trasferirsi in Israele.
1990–1991l'Iraq invade il Kuwait, iniziando una guerra tra Iraq e le forze alleate delle Nazioni Unite. Israele viene colpito da 39 missili Scud dall'Iraq.
1991operazione Salomone: operazione militare per trasportare i rimanenti ebrei etiopi nel territorio israeliano, con 24 aeromobili.
30 ottobre 1991Conferenza per la Pace, tenuta a Madrid e sponsorizzata dagli Stati Uniti e Unione Sovietica.
13 settembre 1993Israele e PLO firmano gli accordi di Oslo.
1994muore il Rebbe Lubavitcher (Chabad Lubavitch) Menachem Mendel Schneerson.
26 ottobre 1994Israele e Giordania firmano un trattato di pace ufficiale. Israele cede una piccola parte di terra contestata dalla Giordania e le due nazioni aprono le rispettive relazioni diplomatiche, con confini aperti e libero commercio.
10 dicembre 1994Arafat, Rabin e il ministro degli esteri Shimon Peres condividono il premio Nobel per la pace.
4 novembre 1995il primo ministro israeliano Yitzhak Rabin viene assassinato.
1996Peres perde le elezioni contro Benyamin "Bibi" Netanyahu (partito Likud).
1999Ehud Barak è eletto primo ministro di Israele.

### XXI secolo
24 maggio 2000Israele unilateralmente ritira le proprie truppe dalla zona di sicurezza in Libano meridionale fino al confine internazionale, in pieno rispetto del Ris. 425 del Consiglio di Sicurezza delle Nazioni Unite.
luglio 2000Summit di Camp David.
estate 2000il senatore Joseph Lieberman diventa il primo ebreo-americano a esser nominato in una carica nazionale (vice presidente degli Stati Uniti) da uno dei maggiori partiti politici (il Partito Democratico).
29 settembre 2000inizia la seconda intifada.
2001elezione di Ariel Sharon a primo ministro di Israele.
2001gli ebrei della Turchia fondano il "Museo Ebraico di Turchia".
2004Avram Hershko e Aaron Ciechanover del Technion vincono il Premio Nobel per la chimica. La Oblast' autonoma ebraica costruisce la sua prima sinagoga, la "Sinagoga Birobidzhan", secondo la Halakhah. Uriyahu Butler diventa il primo membro della comunità israelita ebreo-eafricana ad arruolarsi nelle Israel Defense Forces (Forze Armate Israeliane - IDF)
31 marzo 2005Il Governo di Israele riconosce ufficialmente il popolo Bnei Menashe dell'India nordorientale come una delle Dieci tribù perdute d'Israele, aprendo le porte dell'immigrazione a migliaia di persone.
agosto 2005il Governo di Israele attua un piano di disimpegno unilaterale israeliano, ritirando le sue forze armate e insediamenti civili dalla Striscia di Gaza.
dicembre 2005il Primo Ministro israeliano Ariel Sharon entra in coma; il Vice Premier Ehud Olmert lo sostituisce.
marzo 2006Ehud Olmert conduce alla vittoria politica il partito Kadima nelle elezioni israeliane, diventando Primo Ministro.
luglio-agosto 2006conflitto militare nel Libano e nel nord di Israele, iniziato il 12 luglio, dopo un'incursione Hezbollah entro il confine israeliano. La guerra si conclude con l'approvazione della Risoluz. 1701 del Consiglio di Sicurezza ONU, dopo 34 giorni di combattimenti. Circa 2 000 libanesi e 159 israeliani vengono uccisi nel conflitto e le infrastrutture civili di entrambe le parti sono pesantemente danneggiate.
dicembre 2008Israel Defense Forces (IDF) lancia l'Operazione Piombo fuso (מבצע עופרת יצוקה) contro Hamas nella Striscia di Gaza.
marzo 2009Benjamin Netanyahu diventa Primo Ministro d'Israele (continuando anche come Presidente del partito Likud).
18 marzo 2013Netanyahu inaugura un nuovo governo israeliano, sostenuto - oltre che dal Likud-Beitenu - anche da Yesh Atid, Focolare Ebraico e Hatnua.

### Riferimenti
1. 1 2 3 4   Julius Wellhausen, Prolegomena zur Geschichte Israels, Berlino, G. Reimer, 1899.
2. ↑  Cfr.
Erik Waaler, "A revised date for Pentateuchal texts? Evidence from Ketef Hinnom", 2002, Tyndale Bulletin 53, fasc. 1 pp. 29–50 Archiviato il 16 luglio 2011 in Internet Archive..
3. ↑  Jewish Virtual Library
4. ↑  Yosef Eisen Miraculous journey: a complete history of the Jewish people, pp. 19segg.
5. ↑   1Re 6:1, su La Parola - La Sacra Bibbia in italiano in Internet.
6. 1 2 3 4 5 6 7 8 9 10 11 12  Per questa sezione si veda spec. Jewish Virtual Library, "Timeline", coi rispettivi collegamenti cronologici.
7. ↑  Torah Archiviato il 6 marzo 2013 in Internet Archive. (Shamash.org)
8. 1 2 3 4 5 6 7 8 9 10 11 12  Per questa sezione e rispettive date, con commento storico e note, cfr. spec. Yosef Eisen, Miraculous Journey: A Complete History of the Jewish People from Creation to Present, Targum Press, 2004, ss.vv. Googlebook(EN)
9. ↑  Israel Joseph Benjamin, Three years in America, 1859–1862, pp. 59–60.
10. ↑  James Massey, Roots of Dalit history, Christianity, theology, and spirituality, p.28, I.S.P.C.K.
11. ↑  Sol Scharfstein & Dorcas Gelabert, Chronicle of Jewish history: from the patriarchs to the 21st century, 1997, KTAV Publ. House, p. 145. ISBN 0-88125-606-4
12. ↑   Dovid Rossoff, Where Heaven Touches Earth: Jewish Life in Jerusalem from Medieval Times to the Present, Feldheim Publishers, 2001,  pp. 6segg, ISBN 0-87306-879-3..
13. ↑  "THE STATUTE OF THE JEWRY 1275", testo (EN)
14. ↑  Joan Peters, From time immemorial: the origins of the Arab-Jewish conflict over Palestine, JKAP Publ., 1985, p. 178
15. 1 2  Arie Morgenstern, "Dispersion and Longing for Zion, 1240–1840" Archiviato l'11 ottobre 2007 in Internet Archive., Azure.
16. ↑  Encyclopaedia Judaica, vol. 9, pp. 514: "Gershon of Kitov" (EN)
17. ↑  "Declaring Independence: Drafting the Documents" Archiviato il 30 giugno 2007 in Internet Archive., documenti dell'indipendenza americana.
18. 1 2  David P. Dolan, Holy war for the promised land: Israel's struggle to survive, p. 60.
19. ↑  "The Pale of Settlement" Archiviato il 1º dicembre 2002 in Internet Archive..
20. ↑  Arie Morgenstern, Hastening Redemption: Messianism and the Resettlement of the Land of Israel, Oxford University Press, 2007.
21. ↑  Moshe Maoz, Changes in the Position of the Jewish Communities of Palestine and Syria in the Mid-Nineteenth Century, su Studies on Palestine During the Ottoman Period, Gerusalemme, 1975, pp. 147-148.
22. ↑  Cronologia storica della Palestina.
23. ↑  Storia della Palestina
24. ↑  Joseph Schwarz, A descriptive geography and brief historical sketch of Palestine, trad. (EN)  di Isaac Leeser, publ. da A. Hart, 1850, p. 399 A Descriptive Geography and Brief Historical Sketch of Palestine - Joseph Schwarz, Yehoseph Schwarz - Google Libri Archiviato il 13 dicembre 2012 in Internet Archive..
25. ↑  Scheda della Palestina.
26. ↑  Hebrew Union College—Jewish Institute of Religion Archiviato il 2 febbraio 2002 in Internet Archive.
27. ↑  Aliyah Archiviato il 15 settembre 2000 in Internet Archive.
28. ↑  Balfour Declaration Archiviato il 4 luglio 2007 in Internet Archive.
29. ↑   Rabbi Gershon Tannenbaum, Radomsker Rebbe's Yahrzeit, in The Jewish Press, 07/04/2009. URL consultato il 20/03/2013 (archiviato dall'url originale il 15 giugno 2012).
30. ↑  Jewish Reconstructionist Federation (JRF) Archiviato l'8 maggio 1999 in Internet Archive..
31. ↑  Musica Klezmer e vedi anche the KlezmerShack.
32. ↑  "Il secolo sionista" | Concetti | Aliyah Archiviato il 15 settembre 2000 in Internet Archive. (EN)
33. ↑  The Nobel Peace Prize 1994.
34. ↑  "The 2000 Camp David Summit"
35. ↑  Scheda informativa[collegamento interrotto].
36. ↑  "Netanyahu vara il nuovo Governo".